# Stanisław Jasiński (lotnik)

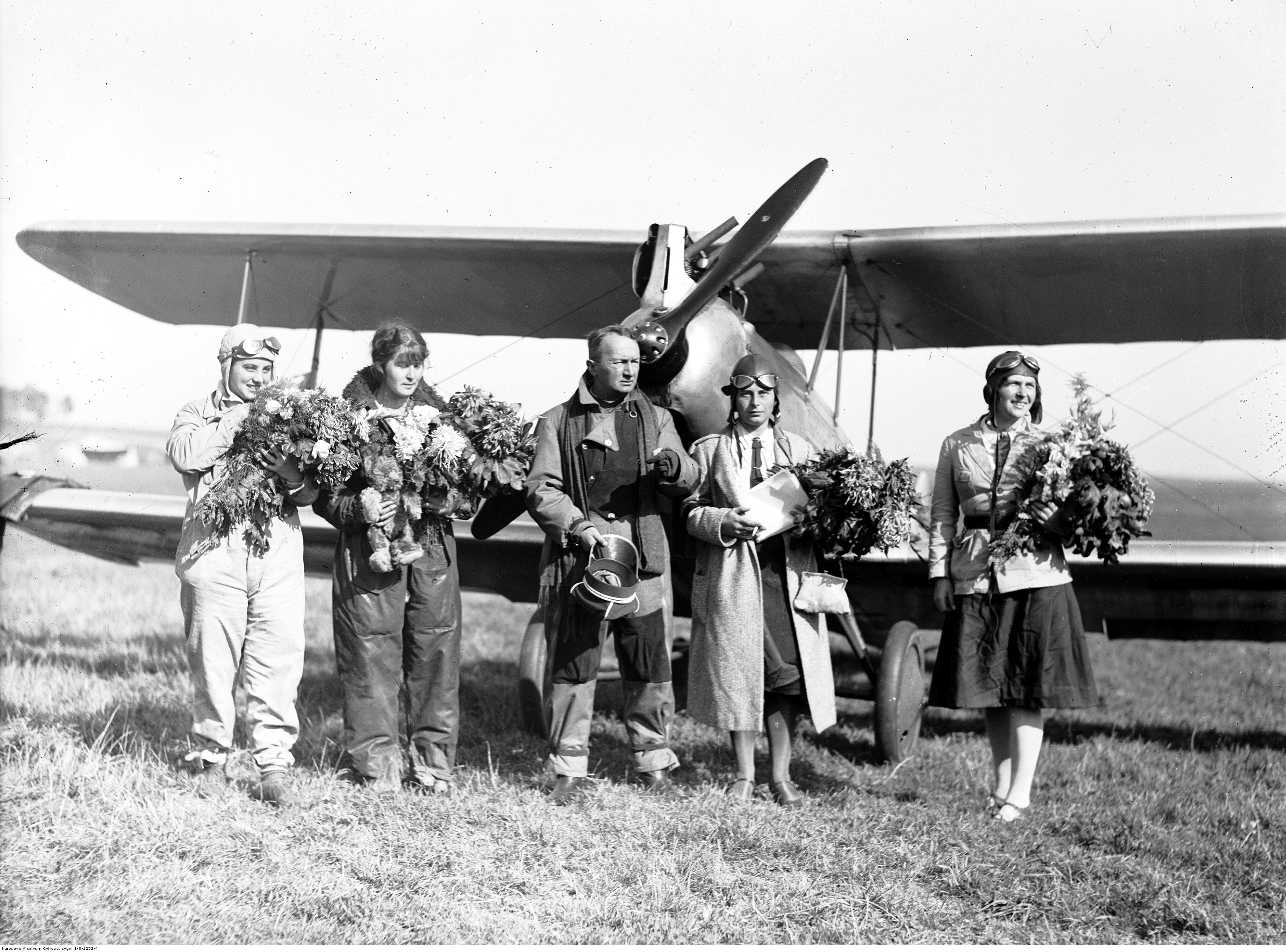
Zakończenie rajdu lotniczego kobiet dookoła Polski - przed samolotem PZL.5 stoją od lewej: obs. Maria Lierówna, pilot Danuta Sikorzanka, ppłk Stanisław Jasiński, pilot Wanda Olszewska i pilot Maria Wardasówna; Kraków 1931

Stanisław Jasiński (ur. 5 kwietnia 1891 w Oskrzesińcach, zm. 10 sierpnia 1932 w Nowym Sączu) – pułkownik dyplomowany pilot Wojska Polskiego, teoretyk lotnictwa.

## Życiorys
Stanisław Jasiński urodził się 5 kwietnia 1891 roku w Oskrzesińcach, w rodzinie Łukasza i Marii z Iwanickich. Maturę uzyskał w Kołomyi. Studiował w Akademii Górniczej w Leoben. Po wybuchu I wojny światowej, 1 sierpnia 1914 został wcielony do Armii Austro-Węgier i przydzielony do 1 pułku ułanów Rycerza von Brudemanna. W sierpniu 1915 ukończył Szkołę Oficerów Rezerwy Kawalerii i w stopniu chorążego został skierowany na front. W maju 1916 ukończył szkołę obserwatorów lotniczych w Wiener Neustadt. Od grudnia 1916 latał jako obserwator na froncie rosyjskim w 10 kompanii lotniczej. Po wykonaniu 76 lotów bojowych został przeniesiony do 46 kompanii lotniczej na front włoski, gdzie odbył 24 loty bojowe. Następnie ukończył kurs pilotażu w Campoformido i został pilotem jednomiejscowych samolotów rozpoznawczych Phönix D.I. Od czerwca 1918 w stopniu porucznika rezerwy pełnił obowiązki dowódcy 37P kompanii lotniczej (jego podkomendnym był w tym czasie inny polski lotnik por. rez. Stefan Bastyr). 7 lipca 1918 został zestrzelony na Phönixie, lecz nie odniósł obrażeń.
W trakcie odzyskiwania przez Polskę niepodległości, od początku listopada 1918 był jednym z organizatorów lotnictwa polskiego w Krakowie. Został dowódcą nowo sformowanej I eskadry bojowej, przemianowanej później na 5 eskadrę wywiadowczą. Awansował w tym czasie na stopień rotmistrza. Dowodząc 5 eskadrą, od stycznia 1919 walczył  w wojnie polsko-ukraińskiej, początkowo stacjonując na lotnisku Hureczko. Eskadra wykonywała loty rozpoznawcze i bombowe, w składzie III Grupy Lotniczej, od kwietnia 1919 II Grupy. Walki trwały do lipca 1919, po czym Jasiński dowodząc 5 eskadrą wziął udział w działaniach wojny polsko-bolszewickiej na Froncie Podolskim. Eskadra powróciła w skład III Grupy, a w marcu 1920 Jasiński na krótko zastąpił kpt. Bastyra w dowodzeniu III Grupą, po czym został skierowany na stanowiska sztabowe do Warszawy. Od marca do sierpnia 1920 był pomocnikiem szefa Departamentu III Żeglugi Napowietrznej Ministerstwa Spraw Wojskowych, a następnie pełnił funkcję szefa Lotnictwa Polowego przy Naczelnym Dowództwie. W tym roku awansował na stopień majora.
Po wojnie został szefem sekcji Departamentu III Żeglugi Napowietrznej MSWojsk. Zajął się wówczas rozwojem teoretycznym lotnictwa wojskowego. W 1921 opublikował pierwszą broszurę teoretyczną Najpilniejsze postulaty polskiego lotnictwa wojskowego. Uważał m.in., że organizacja lotnictwa powinna być niezależna od armii lądowej oraz omawiał zasady operacyjnego użycia lotnictwa. Publikował też artykuły w prasie wojskowej. Wchodził w skład zespołu redakcyjnego, wychodzącego od 1928 „Przeglądu Lotniczego”.
W latach 1922–1923 był słuchaczem Kursu Doszkolenia w Wyższej Szkole Wojennej w Warszawie. 15 października 1923, po ukończeniu kursu i uzyskaniu dyplomu naukowego oficera Sztabu Generalnego, został przydzielony do Wyższej Szkoły Wojennej na stanowisko asystenta. 1 maja 1924 został przeniesiony w stan nieczynny na dziewięć miesięcy bez prawa do poborów. Z dniem 1 lutego 1925 został powołany do służby czynnej i przydzielony do Oddziału IV Sztabu Generalnego na stanowisko wojskowego komisarza lotniczego. Z dniem 31 maja 1925 na własną prośbę został przeniesiony do rezerwy. 23 maja 1928, jako oficer rezerwy powołany do służby czynnej, został przeniesiony z dyspozycji szefa Departamentu Lotnictwa MSWojsk. do 6 pułku lotniczego we Lwowie na stanowisko zastępcy dowódcy pułku. W listopadzie tego roku został przeniesiony macierzyście do kadry oficerów lotnictwa z równoczesnym przeniesieniem służbowym do Departamentu Lotnictwa MSWojsk. na stanowisko inspektora wyszkolenia. 11 grudnia 1929 został przemianowany z dniem 1 marca 1929 na oficera zawodowego w stopniu podpułkownika ze starszeństwem z dniem 1 lipca 1923 i 2. lokatą w korpusie oficerów aeronautycznych. Następnie pełnił służbę na stanowisku I zastępcy szefa Departamentu Lotnictwa MSWojsk. i dowódcy 3 Grupy Aeronautycznej w Krakowie.
10 sierpnia 1932 w Nowym Sączu zginął w wypadku samochodowym. Został pochowany na Cmentarzu wojskowym przy ul. Prandoty w Krakowie (kwatera 4 A WOJ-3-7).

## Awanse
- chorąży – sierpień 1915
- podporucznik
- porucznik (Oberleutnant i.d.Res.) – czerwiec 1918
- kapitan
- major – 1920
- podpułkownik – 31 marca 1924 ze starszeństwem z dniem 1 lipca 1923 i 6. lokatą w korpusie oficerów aeronautycznych
- pułkownik – 22 grudnia 1931 ze starszeństwem z dniem 1 stycznia 1932 i 1. lokatą w korpusie oficerów aeronautycznych

## Ordery i odznaczenia
- Krzyż Kawalerski Orderu Odrodzenia Polski (2 maja 1923)[15][16][17]
- Krzyż Walecznych (czterokrotnie, 1921)[18][19]
- Złoty Krzyż Zasługi (10 listopada 1928)[20]
- Medal Niepodległości (24 października 1931)[21]
- Medal Pamiątkowy za Wojnę 1918–1921[22]
- Medal Dziesięciolecia Odzyskanej Niepodległości
- Polowa Odznaka Pilota nr 8 (11 listopada 1928)[23]